# Chumash
Cet article concerne le peuple chumash. Pour les langues chumash, voir langues chumash.
Les Chumash sont un peuple amérindien qui vivait principalement le long de la côte sud de la Californie, aux environs des villes actuelles de Santa Barbara et Ventura. Il occupait aussi les trois îles du nord des Channel Islands. Les lieux actuels qui ont des origines chumash sont : Malibu, Point Mugu, Piru, le lac Castaic et Simi Valley.

## Histoire pré-colombienne
Les populations d’Asie qui étaient installées en Californie avant l’arrivée des Espagnols étaient plutôt variées, dans le sens où on y dénombrait une centaine de langages différents. Ces peuples pouvaient être nomades tout comme sédentaires. Ils vivaient de la chasse, de la pêche et de la cueillette de fruits et glands. On souligne parmi ces peuples autochtones celui des Chumashs qui aurait été évalué à environ 8 000 Amérindiens divisés. 
Sédentaires et vivant dans une société hautement hiérarchisée, ils habitaient de grandes huttes rondes dispersées sur la côte et les îles voisines de Santa Barbara. Les tâches étaient divisées selon les sexes. Pendant que les hommes chassaient le petit gibier, les femmes cueillaient des plantes comestibles, fabriquaient des paniers et des bijoux en coquillages. Les hommes pratiquaient également la pêche en haute mer, d'où ils pouvaient ramener phoques, dauphins, loutres de mer et même, baleines. Cela, dans des embarcations, désignées sous le nom de tomolo en chumash, fabriquées avec des planches de bois cousues ensemble et du goudron pour en assurer l’étanchéité. 
Les Chumashs étaient reconnus comme un peuple pacifiste fort en astronomie et possédant de bonnes connaissances médicales en tant que guérisseurs. 
Dans les monts Santa Ynez, à 13 km au nord-ouest de Santa Barbara, se trouvent quelques grottes dont les parois sont décorées de pictogrammes et de dessins des Indiens Chumash. Pour peindre ces dessins, dont certains semblent représenter des scorpions, serpents et lézards, les tribus s'échangeaient des pigments. Une partie de ces figures a peut-être un sens religieux et symbolique.
Les analyses de paléogénétique documentent une continuité génétique à long terme entre les personnes vivant sur les Channel Islands du nord de la Californie et la côte continentale adjacente de Santa Barbara, depuis 7 400 ans AP jusqu'aux groupes Chumash modernes représentés par des individus ayant vécu environ 200 ans AP.

## Colonisation européenne
Les premières missions espagnoles sur leur territoire débutèrent en 1771 où les Chumashs furent capturés et soumis à l’esclavage. Au cours de cette mission, on compte près de 4000 décès parmi les Chumashs (maladies, châtiments et maltraitances à la suite des rébellions). Ils ont toutefois tenté une révolte contre les espagnols en 1824 pendant laquelle ils ont incendié des villages de missions mais une armée venue du Mexique les a arrêtés assez rapidement. Ils furent libérés vers 1827 après que le Mexique a réclamé son indépendance. Les Chumashs disparaissent à la suite des chasses à l’Indien organisées par les colons américains qui s’installent en Californie au XIXe siècle.

## Hypothèses

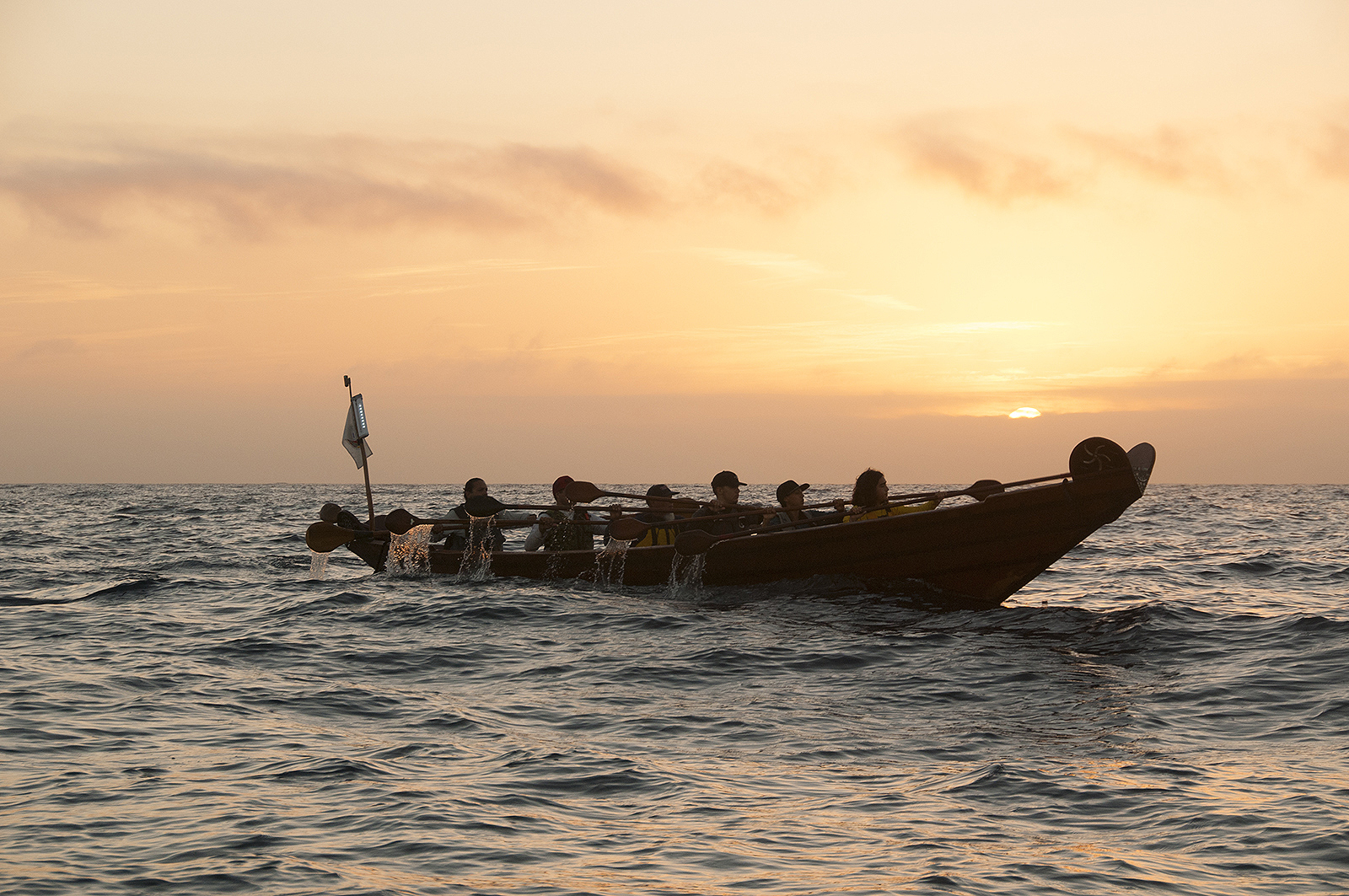
Chaque année, des membres de la communauté Chumash traversent avec leur tomolo depuis le port des îles du détroit jusqu'à Limuw (île de Santa Cruz) au cours d'un voyage de 17,2 milles.

Le type d'embarcation (planches cousues) utilisé par les Chumash est le seul exemple connu chez les Amérindiens. Il a dès lors suscité l'intérêt de nombreux archéologues et explorateurs, dont celui d'Alfred Kroeber qui pointait, au début du XXe siècle, leur similitude avec les embarcations utilisées par les Polynésiens.
En 2005, une analyse de termes chumash utilisés pour désigner les bateaux cousus (le tomolo) plaida en faveur d'un possible contact avec des populations polynésiennes de Hawaï, bien antérieurement à la conquête des Amériques, d'autant plus que ces navires ressemblent beaucoup aux embarcations polynésiennes. 
Les estimations les plus prudentes considèrent que les premiers tomolos ont été construits au VIIe siècle, mais certains indices attestent l'existence dès le IVe siècle. De plus, certains considèrent, en s'appuyant sur des preuves attestant la pêche à l'espadon, que les tomolos étaient utilisés dès le Ier siècle, voire avant.
Les auteurs soulignaient aussi la proximité technique entre les hameçons en os de ce peuple et ceux des Polynésiens.